# Оусейдж (окръг, Канзас)
Окръг Оусейдж (на английски: Osage County) е окръг в щата Канзас, Съединени американски щати. Площта му е 1862 km², а населението - 20 139 души. Административен център е град Линдън.